# Adolphe Yvon

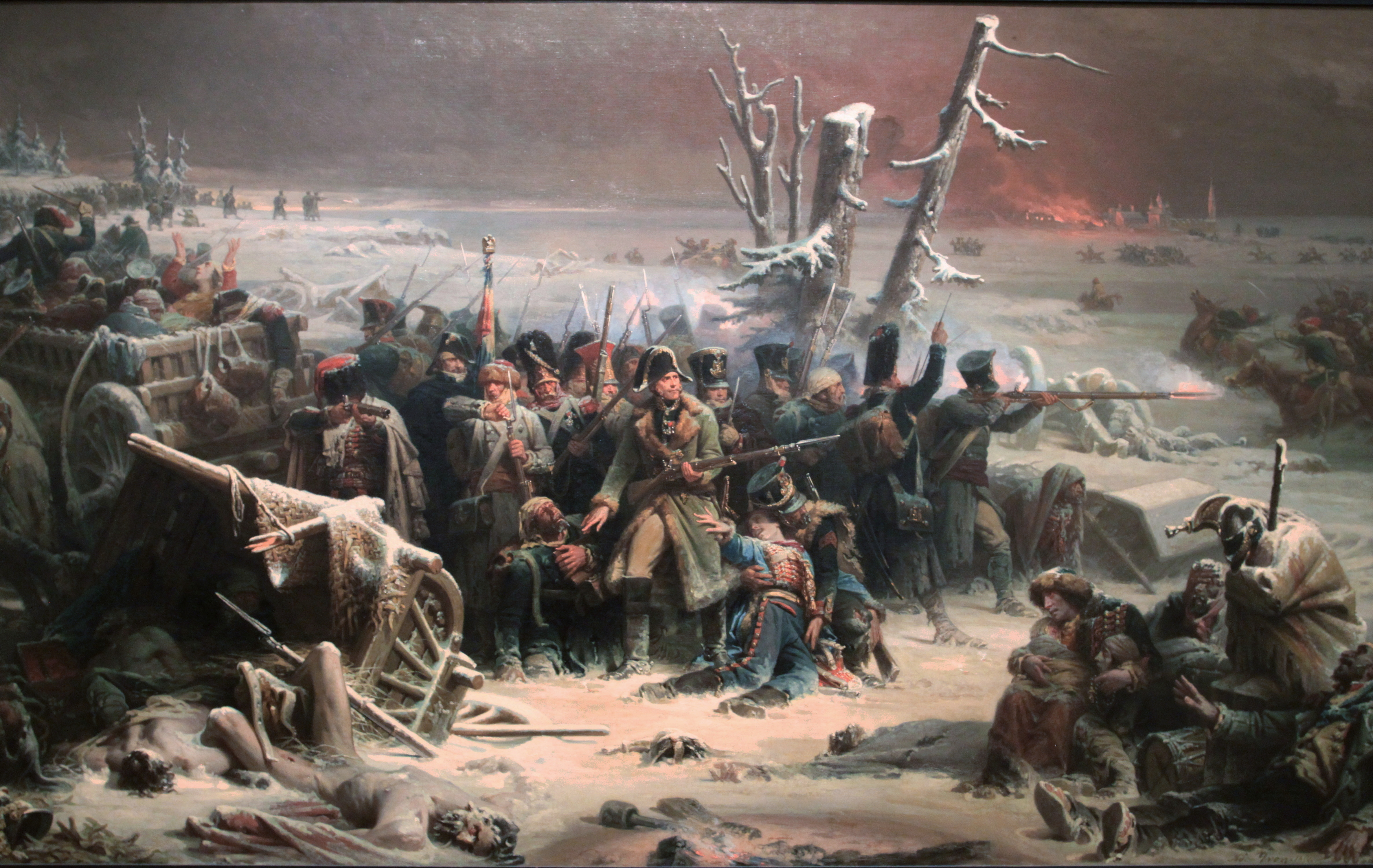

Adolphe Yvon (Eschviller, Reino de Francia (1817) - París, Francia (1893) fue un pintor francés muy fecundo con numerosas obras de géneros diversos. Entre sus cuadros religiosos figuran: El ángel caído y Jesús arrojando del templo a los mercaderes, y entre sus cuadros militares, tres grandes lienzos reproduciendo: la toma de Malakoff, los desfiladeros de Malakoff, y Fortificaciones de Malakoff.
- Datos: Q365891
- Multimedia: Adolphe Yvon / Q365891